# Magheradrumman Bog SAC
Magheradrumman Bog SAC este o arie protejată (sit de importanță comunitară — SCI) din Irlanda întinsă pe o suprafață de 997,27 ha, integral pe uscat.

## Localizare
Centrul sitului Magheradrumman Bog SAC este situat la coordonatele 55°11′54″N 7°10′37″W / 55.1982°N 7.177°V.

## Înființare
Situl Magheradrumman Bog SAC a fost declarat sit de importanță comunitară în mai 1998 pentru a proteja 3 specii de animale.

## Biodiversitate
Situată în ecoregiunea atlantică, aria protejată conține 2 habitate naturale: Pajiști umede nord-atlantice cu Erica tetralix, Turbării de acoperire (* exclusiv pentru turbării active).
La baza desemnării sitului se află mai multe specii protejate de  păsări (3): fugaci de țărm (Calidris alpina), cufundar mic (Gavia stellata), ploier auriu (Pluvialis apricaria).
Pe lângă speciile protejate, pe teritoriul sitului au mai fost identificate 1 specie de păsări, 1 specie de amfibieni, 1 specie de mamifere, 1 specie de pești.